# Comitas granuloplicata
Comitas granuloplicata é uma espécie de gastrópode do gênero Comitas, pertencente a família Pseudomelatomidae.